# Huub Jacobse
Hendrik Hubert (Huub) Jacobse (Zeist, 6 juli 1925 – Amsterdam, 16 januari 1993) was een Nederlands redacteur en politicus voor de Volkspartij voor Vrijheid en Democratie (VVD).

## Levensloop
Na de HBS aan de Christelijk Lyceum te Zeist studeerde hij politicologie aan de Universiteit van Amsterdam. Hij begon zijn carrière als redacteur in het buitenland van de Haagsche Courant. Deze baan had hij van 1954 tot 1955. Daarna was hij hoofd verkoop en verkoopbevordering van Bovema/EMI. Van 1960 tot 1967 was Jacobse medewerker en van 1967 tot 1974 directeur bij het Raadgevend Bureau Wage. In 1966 was hij gemeenteraadslid van Amsterdam geworden, wat hij tot 1978 bleef. Van 1974 tot 1977 was Jacobse werkzaam als voorzitter van de Groep Organisatie-adviseurs Maatschap de Zuilen en van 8 juni 1977 tot 3 juni 1986 was hij lid van de Tweede Kamer der Staten-Generaal. In de Tweede Kamer der Staten-Generaal hield hij zich voornamelijk bezig met politieaangelegenheden, economische zaken en minderheden. Na deze functie was hij management adviseur.

## Partijpolitieke functies
- Ondervoorzitter van de Jongerenorganisatie Vrijheid en Democratie, van 1955 tot 1957
- Voorzitter van de Jongerenorganisatie Vrijheid en Democratie, van 1957 tot 1960
- Fractievoorzitter van de VVD in de gemeenteraad van Amsterdam, van augustus 1967 tot 1979
- Lid van het Des Indes-beraad